# HD15304
HD15304 є хімічно пекулярною зорею спектрального класу
F2 й має видиму зоряну величину в смузі V приблизно 8,8.